# D-2
D-2 é a segunda mixtape do rapper sul coreano Agust D, mais conhecido como Suga da boy band BTS. Foi lançada em 22 de maio de 2020 através da Big Hit Entertainment, em conjunto com o single "Daechwita" (coreano: 대취타). A mixtape consiste em dez faixas, com canções em coreano e inglês, com letras que compartilham o ponto de vista do rapper sobre o mundo contemporâneo.
Comercialmente, a mixtape alcançou a 11ª posição da Billboard 200, a sétima posição na UK Albums Chart, e a segunda posição da ARIA Albums Chart, criando três novos recordes para a mixtape de um solista coreano com a maior posição nas tabelas musicais dos Estados Unidos, Reino Unido e Austrália. "Daechwita" estreou na 76ª colocação da Billboard Hot 100, tornando Agust D o primeiro solista coreano a estar presente, simultaneamente, nas tabelas Hot 100 e Billboard 200. O single também estrou no topo da tabela Billboard Rap Digital Song Sales, tornando-se a primeira canção de um artista coreano a conquistar o feito.

## Antecedentes
Devido à agenda pesada do rapper com o BTS, a mixtape foi produzida em um ritmo muito mais lento do que a mixtape anterior. Originalmente, a mixtape estava quase finalizada em 2019, mas o rapper queria passar mais tempo editando-a para que soasse "mais completa". No total, a produção levou quase 4 anos desde a última mixtape.

## Produção e tema
Antes de compor a mixtape, Agust D passou a maior parte do tempo ouvindo sua mixtape autointitulada anterior. O rapper afirmou que "sempre gostou de fazer músicas que contrastassem com minhas canções anteriores[...] para mostrar que há uma beleza em contrastar as coisas".
D-2, de acordo com Agust D, é "uma documentação de mim mesmo aos 28 anos" e "uma documentação de mim mesmo de 2016 em diante". Ele disse que a mixtape é mais focada em falar sobre o presente, comparando-a com sua última mixtape, Agust D (2016), que era mais focada em contar o passado.
O single "Daechwita" também foi desenhada a partir dos temas da narrativa tradicional coreana e da música que, de acordo com o artista, desenvolveu-se naturalmente na narrativa pansori e na percussão kkwaenggwari. Esses temas se desenvolveram a partir do desejo de experimentar o som de um daechwita real, uma peça da música militar tradicional coreana. Esses elementos daechwita são claramente audíveis na música de mesmo nome e seu videoclipe, lançado no mesmo dia da mixtape. De acordo com Agust D, as muitas perguntas que o álbum levanta sobre a sociedade são para o ouvinte responder, e ele está apenas fazendo a pergunta.
D-2 apresenta colaboradores como MAX, NiiHWa e Kim Jong-wan como co-escritores e cantores, junto com RM, que é seu co-membro no BTS. A colaboração em larga escala presente no álbum não é novidade para o rapper, já que ele já havia colaborado anteriormente com o BTS e ele mesmo com artistas como Halsey e IU no ano anterior ao lançamento da mixtape.

## Título e lançamento
Vinte dias antes do lançamento, o rapper disse aos fãs para não esperar nada grande no futuro, e disse que a mixtape ainda estava incompleta. D-2 foi promovida através das redes sociais como uma contagem regressiva de imagens teaser enigmáticas durante os dias antes do lançamento. Os fãs do rapper estiveram envolvidos em especulações contínuas sobre se seria a segunda mixtape de Agust D ou outro projeto. Horas antes do lançamento, a foto do perfil do artista na Apple Music mudou, levando a um aumento das especulações nas redes sociais. De acordo com a Billboard, Agust D achou que o nome "Agust D 2" não era satisfatório o suficiente para o projeto. Em de intitulr a mixtape como "D-Day" ou "D-0", o artista quis abalar as expectativas e lançá-la alguns dias antes, inspirando-o a combinar "Agust D-2" e o penúltimo dia ds contagem regressiva "D-2" no nome da mixtape.

## Videoclipe
Em 22 de maio de 2020, o vídeo oficial do single principal da mixtape, "Daechwita", foi lançado. O videoclipe é inspirado no filme Masquerade (2012), no qual um acrobata humilde assume o papel de dublê do Rei Gwanghae e, eventualmente, assume o trono enquanto o governante se recupera do envenenamento; no videoclipe, Agust D atua como o rei e seu sósia. Isso foi revelado por Agust D em um vídeo dos bastidores para ser simbólico; o rei representa o "velho" Agust D, enquanto seu duplo representa o "novo" Agust D. No final do vídeo, o dublê deveria ser executado, mas ele faz um pacto com o carrasco e atira no rei, matando-o.
O tema dos contrastes de Agust D, mencionado anteriormente em relação às diferenças entre D-2 e sua mixtape de estreia, continua no videoclipe. Por exemplo, ele veste uma roupa moderna em frente a um edifício tradicional da era Silla e dirige um carro pelo pátio. Nell

## Controvérsia
A terceira faixa do álbum, "What Do You Think?", originalmente continha um sample de um discurso do líder de culto Jim Jones, conhecido por instruir seus seguidores a se juntarem a um assassinato em massa-suicídio em 1978. Big Hit mais tarde emitiu um pedido de desculpas em nome dos produtores da música que não estavam cientes da fonte do discurso usado na amostra, e relançou uma versão editada da faixa após sua remoção.

## Lista de faixas
| N.º            | Título                                                  | Compositor(es)                  | Produtor(es)                    | Duração |  |
| 1.             | "Moonlight" (저 달)                                     | Agust D Ghstloop                | Agust D Ghstloop                | 2:44    |  |
| 2.             | "Daechwita" (대취타)                                    | Agust D El Capitxn              | Agust D El Capitxn              | 3:46    |  |
| 3.             | "What Do You Think?" (어떻게 생각해)                    | Agust D El Capitxn Ghstloop     | El Capitxn Ghstloop             | 3:03    |  |
| 4.             | "Strange" (이상하지 않은가) (com part. de RM)           | Agust D El Capitxn Ghstloop RM  | El Capitxn Ghstloop             | 3:17    |  |
| 5.             | "28" (점점 어른이 되나봐) (com part. de Niihwa)         | Agust D El Capitxn Hiss Noise   | El Capitxn Hiss Noise           | 2:14    |  |
| 6.             | "Burn It" (com part. de Max)                            | Agust D Ghstloop Max            | Agust D Ghstloop                | 3:13    |  |
| 7.             | "People" (사람)                                         | Agust D Pdogg                   | Agust D Pdogg                   | 3:17    |  |
| 8.             | "Honsool" (혼술)                                        | Agust D Pdogg                   | Agust D Pdogg                   | 3:40    |  |
| 9.             | "Interlude: Set Me Free"                                | Agust D Pdogg                   | Agust D Pdogg                   | 2:21    |  |
| 10.            | "Dear My Friend" (어땠을까) (com part. de Kim Jong-wan) | Agust D El Capitxn Kim Jong-wan | Agust D El Capitxn Kim Jong-wan | 4:53    |  |
| Duração total: | Duração total:                                          | Duração total:                  | Duração total:                  | 32:28   |  |

## Tabelas musicais
| Tabelas musicais (2020)                         | Melhor posição |
| ----------------------------------------------- | -------------- |
| Austrália (ARIA)                                | 2              |
| Áustria (Ö3 Austria)                            | 4              |
| Bélgica (Ultratop Flanders)                     | 12             |
| Bélgica (Ultratop Wallonia)                     | 15             |
| Canadá (Billboard)                              | 12             |
| Chéquia (ČNS IFPI)                              | 29             |
| Dinamarca (Hitlisten)                           | 32             |
| Espanha (PROMUSICAE)                            | 19             |
| Escócia (OCC)                                   | 21             |
| Estados Unidos (Billboard 200)                  | 11             |
| Estados Unidos - Independent Albums (Billboard) | 1              |
| Estados Unidos - Top Rap Albums (Billboard)     | 9              |
| Estados Unidos - World Albums (Billboard)       | 1              |
| Escócia (OCC)                                   | 6              |
| Estónia (Eesti Ekspress)                        | 1              |
| Finlândia (Suomen virallinen lista)             | 4              |
| França (SNEP)                                   | 32             |
| Hungria (MAHASZ)                                | 9              |
| Irlanda (OCC)                                   | 10             |
| Itália (FIMI)                                   | 24             |
| Japão - Combined Albums (Oricon)                | 14             |
| Japão - Hot Albums (Billboard Japan)            | 7              |
| Lituânia (AGATA)                                | 1              |
| Noruega (VG-lista)                              | 7              |
| Nova Zelândia (RMNZ)                            | 10             |
| Países Baixos (Album Top 100)                   | 16             |
| Reino Unido - UK Albums (OCC)                   | 7              |
| Suécia (Sverigetopplistan)                      | 19             |
| Suíça (Schweizer Hitparade)                     | 5              |